# Muskovit
Muskovit (beli liskun) spada u grupu liskuna. To je hidratisani alumosilikat kalijuma. 
On ima sledeću hemijsku formulu: (KAl2(AlSi3O10)(OH)2). Bezbojan je, providan i sjajan mineral. Odličan je elektro izolator. U debljim kristalima je bledo-žućkaste boje. Neobično je otporan prema atmosferskom trošenju i kiselinama. 
Zbog svoje otpornosti redovno ulazi u hemijski nepromenjenom sastavu, samo fizički usitnjen, u peskovima i zemljištu. To znači da je, pored još nekih, reliktan mineral. Metamorfozom, u procesu hidratacije, prelazi u hidromuskovit, a zatim u glinene minerale iz grupe ilita. 
Sitnolističavi agregat muskovita poznat je kao sericit.